# Automobile Construction Company
Automobile Construction Company war ein US-amerikanischer Hersteller von Automobilen.

## Unternehmensgeschichte
Herman C. Mueller (auch Hermann C. Mueller geschrieben) gründete 1901 das Unternehmen in Milwaukee in Wisconsin. Er stellte Automobile her. Der Markenname lautete Automobile Construction. Auffallend war der Verzicht auf Händler. Stattdessen war der Käufer der Kunde. 1902 endete die Produktion.
Mueller war danach als Autohändler aktiv und fertigte zwischen 1909 und 1910 in seiner Mueller Motor Car Company erneut Fahrzeuge.
Es gab keine Verbindung zur Automobile Construction and Engineering Company, die 1914 ebenfalls Autos der Marke Automobile Construction herstellte.

## Fahrzeuge
Das Unternehmen stellte Fahrzeuge nach Kundenwünschen her. Der Käufer durfte auf Wunsch sogar Teile liefern. So war jedes Fahrzeug ein Einzelstück. Der Neupreis betrug ab 350 US-Dollar. Zum Vergleich: Ein Oldsmobile Curved Dash kostete 650 Dollar.